# Andreas Küttel
Andreas Küttel (Einsiedeln, 25 de abril de 1979) es un deportista suizo que compitió en salto en esquí.
Ganó una medalla de oro en el Campeonato Mundial de Esquí Nórdico de 2009, en el trampolín grande individual. Participó en tres Juegos Olímpicos de Invierno, entre los años 2002 y 2010, ocupando el sexto lugar en Salt Lake City 2002 (trampolín grande individual) y el quinto en Turín 2006 (trampolín normal individual).

## Palmarés internacional
| Campeonato Mundial | Campeonato Mundial        | Campeonato Mundial | Campeonato Mundial |
| Año                | Lugar                     | Medalla            | Prueba             |
| ------------------ | ------------------------- | ------------------ | ------------------ |
| 2009               | Liberec (República Checa) | Medalla de oro     | TG individual      |